# Корак-Чурачики
Кора́к-Чурачики (рос. Корак-Чурачики, чув. Курак Чурачăк) — присілок у складі Чебоксарського району Чувашії, Росія. Входить до складу Ішлейського сільського поселення.
Населення — 227 осіб (2010; 252 у 2002).
Національний склад:
- чуваші — 100 %